# Fouchères-aux-Bois
 Fouchères-aux-Bois  es una población y comuna francesa, en la región de Lorena, departamento de Mosa, en el distrito de Bar-le-Duc y cantón de Montiers-sur-Saulx.

## Demografía
| 143 | 130 | 124 | 138 | 134 | 135 |
| Para los censos de 1962 a 1999 la población legal corresponde a la población sin duplicidades (Fuente: INSEE [Consultar]) |     |     |     |     |     |